# Conseil de contrôle allié
Pour les articles homonymes, voir Interallié.
 (novembre 2024).
Si vous disposez d'ouvrages ou d'articles de référence ou si vous connaissez des sites web de qualité traitant du thème abordé ici, merci de compléter l'article en donnant les références utiles à sa vérifiabilité et en les liant à la section « Notes et références ».
Le Conseil de contrôle allié ou Conseil de contrôle interallié, Autorité de contrôle alliée (en allemand : Alliierter Kontrollrat), aussi appelé les quatre puissances (les États-Unis, le Royaume-Uni, l'Union soviétique et la France), était l'organe directeur des zones d'occupation alliées en Allemagne à l'ouest de la ligne Oder-Neisse après la fin de la Seconde Guerre mondiale en Europe, particulièrement pendant la période entre 1945 et 1949, assurant ainsi l'ensemble des compétences d'un gouvernement allemand.
Le conseil siégeait au secteur américain de Berlin, dans les locaux de la Neues Kammergericht (« nouvelle cour d'appel »), située dans le quartier de Schöneberg, et qui fut auparavant le siège du Volksgerichtshof (le « Tribunal du peuple »), organe judiciaire suprême du régime nazi, symbole de justice expéditive.

## Tâches et activités
Le Conseil de contrôle est mis en place par les déclarations alliées de Berlin publiés le 5 juin 1945 et il s'est réuni pour la première fois le 30 juillet 1945 durant la conférence de Potsdam. La première mesure de dénazification qu'il prit fut d'abroger le droit nazi.
Les membres en étaient les commandants en chef de chacune de ces zones d'occupation (la France, qui refusa au départ le principe d'une administration centrale sur les quatre zones, rejoignit plus tard le conseil). Il était assisté dans sa tâche par un « Comité de coordination » et de dix « directoires » (jouant le rôle de ministères). Les décisions prises par le conseil de contrôle se faisaient à l'unanimité, chacun de ses représentants disposant d'un droit de veto.
Dans le contexte du début de la guerre froide entre les blocs est et ouest, le conseil perdit une grande partie de son autorité sur l'ensemble du territoire allemand lors du départ des représentants soviétiques le 20 mars 1948, en représailles des décisions prises par les délégués de six puissances occidentales réunis lors de la conférence de Londres de 1948 concernant la démocratisation de la Trizone.
La Haute commission alliée (Allied High Commission en anglais) créée après la rupture ne regroupe que les représentants des puissances occidentales et est chargée de superviser le développement de l'ancienne Trizone devenue en 1949 la République fédérale d'Allemagne. Néanmoins, le conseil n'a été dissout de jure que par le traité de Moscou, signé le 12 septembre 1990, qui formellement met fin aux droits et responsabilités alliés relatifs à l'Allemagne.

## Principales décisions
Le conseil de contrôle allié élabore toute une législation visant à remplacer les lois nazies et à installer un état de droit. Elle consiste en lois, directives et réglements dont les principaux sont :
- la Loi no 1 du Conseil de contrôle allié portant abrogation du droit nazi (20 septembre 1945) ;
- la Loi no 2 du Conseil de contrôle allié sur la dissolution et la liquidation des organisations nazies (10 octobre 1945) ;
- la loi du 30 octobre 1945 portant réorganisation du système judiciaire allemand, suivant le modèle de la fin du XIXe siècle mais sans le rétablissement de la cour suprême de Leipzig, lui conférant ainsi un caractère décentralisé conformément aux vues françaises. Cette loi ordonne également le recensement des avoirs allemands à l’étranger dans le but d’empêcher la reconstitution d’un potentiel militaire allemand[1] ;
- la loi du 30 novembre 1945 ordonne la saisie de toutes les usines et avoirs de l’IG Farben[2] ;
- la loi du 20 décembre 1945 établit les bases juridiques permettant d’engager des poursuites contre les criminels de guerre allemands[2] ;
- la Loi no 10 du Conseil de contrôle allié portant création des tribunaux militaires internationaux pour permettre aux tribunaux allemands de juger les crimes contre l’humanité commis par les nazis[3] ;
- la Directive no 23 du Conseil de contrôle allié sur l’encadrement des activités sportives et leur démilitarisation (17 décembre 1945) ;
- la directive no 24 du Conseil de contrôle allié sur l’éloignement des nationaux-socialistes des fonctions officielles et des postes à responsabilité (12 janvier 1946)[4],[5] ;
- la loi no 46 du Conseil de contrôle allié dissolvant le land de Prusse, considéré comme un organe du militarisme et de la réaction (25 février 1946)[4] ;
- la loi no 104 du Conseil de contrôle allié sur la « libération du nazisme et du militarisme » établit les catégories de responsabilité (de délinquant grave à exonéré) (5 mars 1946)[5] ;
- directive no 38 du Conseil de contrôle allié sur l’arrestation et les peines infligées aux criminels de guerre et militaristes et internement, contrôle et surveillance des Allemands susceptibles d’être dangereux (12 octobre 1946)[5] ;